# Maurens-Scopont
Maurens-Scopont är en kommun i departementet Tarn i regionen Occitanien i södra Frankrike. Kommunen ligger i kantonen Cuq-Toulza som tillhör arrondissementet Castres. År 2022 hade Maurens-Scopont 139 invånare.

## Befolkningsutveckling
Antalet invånare i kommunen Maurens-Scopont
| Referens: INSEE |